# Ted Lapidus
Ted Lapidus (Paris, 23 de junho de 1929 - Cannes, 29 de dezembro de 2008) foi um estilista notório por democratizar a moda francesa e por suas coleções Prêt-à-porter. Morreu de insuficiência respiratória em 29 de dezembro de 2008, em Cannes.
Lapidus, nos anos 70, teve como promotora de sua moda a atriz Brigitte Bardot. No Brasil, é mais lembrado pelo público fora do mundo da moda por ter desenhado um uniforme para o Corinthians em 1996.